# یواس‌اس کنفیلد (دی‌یی-۲۶۲)
یواس‌اس کنفیلد (دی‌یی-۲۶۲) (به انگلیسی: USS Canfield (DE-262)) یک کشتی بود. این کشتی در سال ۱۹۴۳ ساخته شد.